# Dubrynyči
Dubrynyči, dříve česky také Dubrinič (ukrajinsky Дубриничі, maďarsky Bercsényifalva) jsou obec v okresu Užhorod, v Zakarpatské oblasti na západě Ukrajiny. Částí obce jsou Pastilky. Dubrynyči leží na řece Uh, na jihovýchodním okraji Lemkoviny. V obci je administrativní centrum Dubrynyčsko-Maloberezňanské venkovské komunity. V roce 1913 se zde narodil ak. mal. a sochař Ivan Lošák.

## Historie
První písemná zmínka o této obci pochází z roku 1427. Do uzavření Trianonské smlouvy byla obec součástí Uherska, poté součástí Československa; byl zde obecní notariát a poštovní úřad. Od roku 1945 byla součástí Ukrajinské sovětské socialistické republiky, která byla součástí SSSR; tehdy obec dostala ukrajinský název Dubrynyč (Дубринич). Od roku 1991 je obec součástí nezávislé Ukrajiny. Dne 6. dubna 1995 byla obec přejmenována na současný název. Dne 12. června 2020 se obec spolu s 8 okolními vesnicemi stala centrem nově založené Dubrynyčsko-Maloberezňanské venkovské komunity.